# خواكيم هانسن
خواكيم هانسن (بالنرويجية: Joachim Hansen) (و. 1979  م) هو فنان قتال مختلط، وملاكم كيك بوكسينغ نرويجي، ولد في أوسلو.

## وصلات خارجية
- خواكيم هانسن على موقع IMDb (الإنجليزية)
- خواكيم هانسن على موقع قاعدة بيانات الفيلم (الإنجليزية)
- خواكيم هانسن على موقع شيردوغ (الإنجليزية)

- خواكيم هانسن في قاعدة بيانات الأفلام على الإنترنت